# Memorial de Detenidos Desaparecidos y Ejecutados de Talca
El Memorial de Detenidos Desaparecidos y Ejecutados de Talca es un monumento ubicado en la ciudad chilena de Talca dedicado a todas las víctimas de la dictadura militar chilena en dicha ciudad y de zonas aledañas.

## Descripción
El memorial, ubicado en el Cementerio Municipal de Talca, se compone de un espacio similar a una plazoleta, con una serie de pilares y estructuras de piedra, y diversas láminas con símbolos grabados en bronce y placas de mármol con nombres de víctimas. 

## Historia

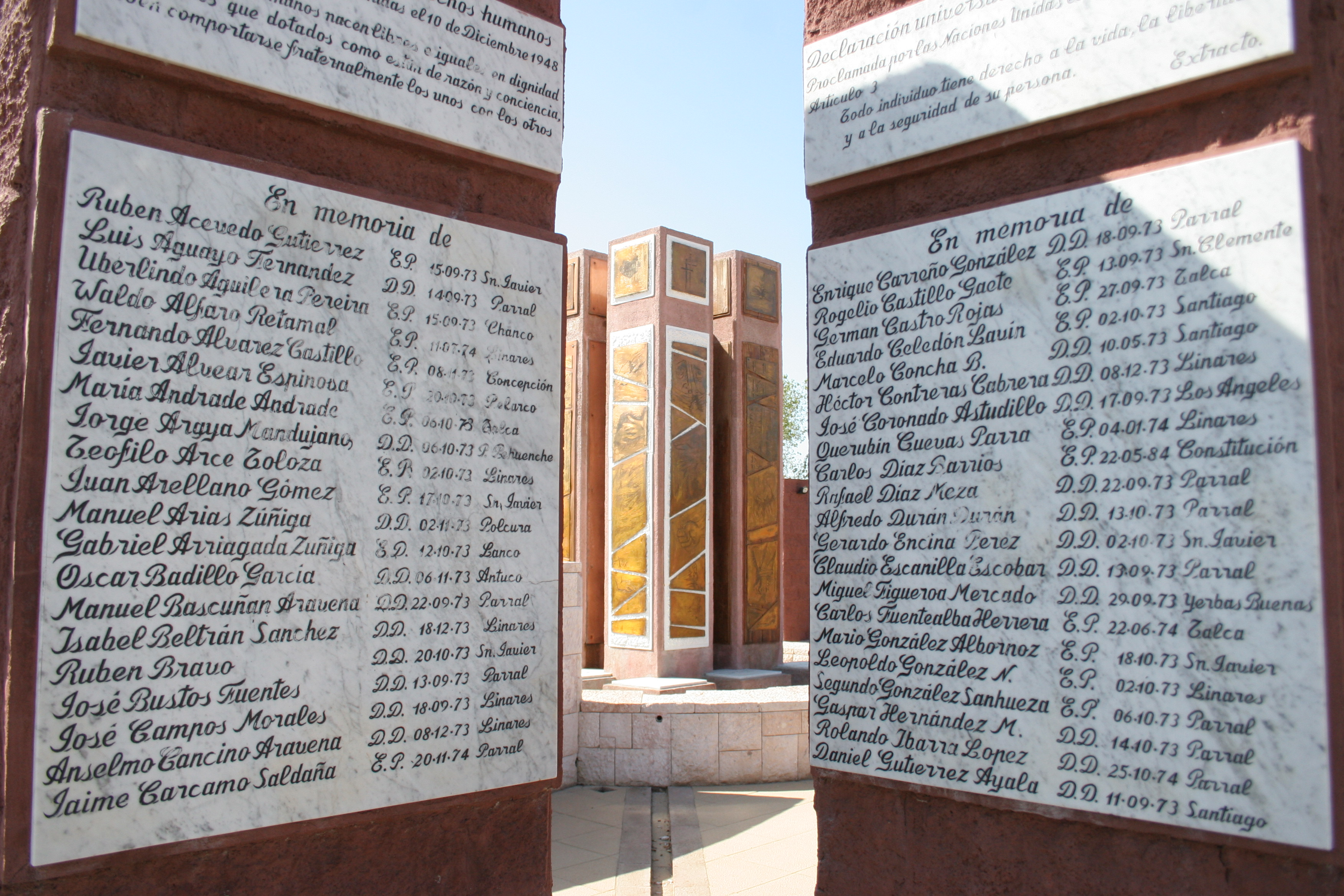
Detalle de los nombres de los represaliados grabados en las placas de mármol.

El monumento está dedicado a todas las víctimas de dicha ciudad y de zonas aledañas como Parral, Linares, Pelarco, San Javier y Antuco, entre otras. Entre las personas afectadas había varios jóvenes, algunos de ellos estudiantes secundarios, con un promedio de edad entre los 20 y 22 años. La primera piedra fue colocada en 1998 por iniciativa de la Agrupación de familiares de Detenidos Desaparecidos y Ejecutados Políticos de Talca. El diseño es del arquitecto Paulo Lagos Mengozzi y la escultora Graciela Albridi Cifuentes. Fue inaugurado el 3 de abril de 2004.